# Marrubium astracanicum
Marrubium astracanicum là một loài thực vật có hoa trong họ Hoa môi. Loài này được Jacq. mô tả khoa học đầu tiên năm 1787.

## Hình ảnh

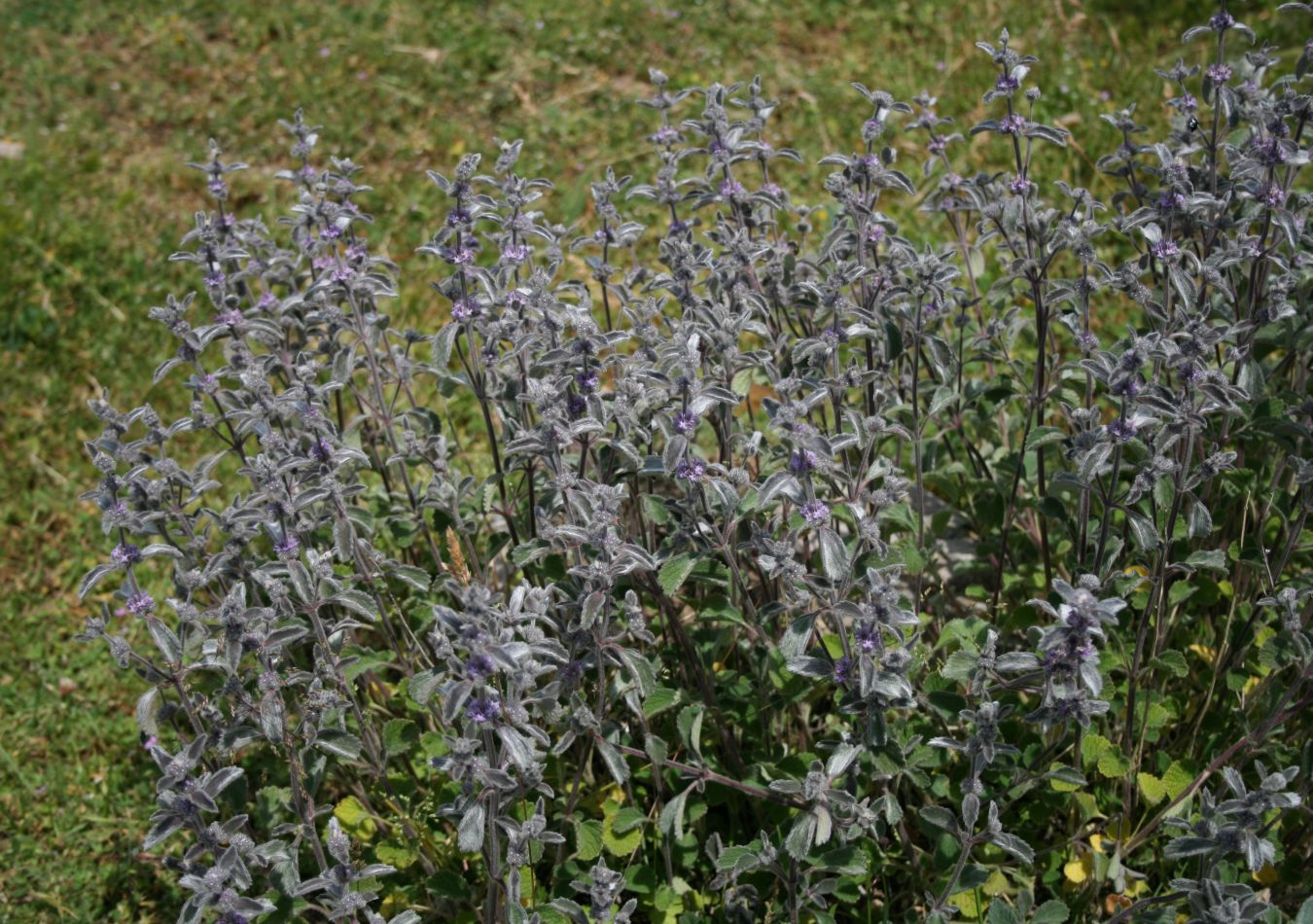